# حسن التل
حسن التل (1932-20 يناير 2001) مفكر ومناضل إسلامي أردني من مدينة إربد، يعدّ من ابرز المفكرين الاسلاميين وروّاد الصحافة الأردنية في مطلع السبعينيات من القرن الماضي أسس صحيفة اللواء.

## حياته
ولد في العام 1932 وعمل في سلك التعليم ثم مديرا للإذاعة الدينية في الأردن ثم ملحقا ثقافيا في وزارة الخارجية، ثم استقال ليؤسس إلى جانب ابنه الأكبر بلال صحيفة اللواء (صحيفة كل المسلمين) التي رئس تحريرها حتى وفاته والتي شعارها ايمان-اخاء-حشد-تحرير. 
شارك في تأسيس رابطة الوعي الإسلامي وجمعية العروة الوثقى، وشغل منصب الأمين العام لخمسة أعوام. شارك في تأسيس الجبهة الإسلامية لمواجهة نتائج حرب 1967، وشغل منصب سكرتير اللجنة التنفيذية للمؤتمر الإسلامي العام لبيت المقدس، وكان عضوا مؤسساً في حزب جبهة العمل الاسلامي ومكتبها التنفيذي والسياسي، ورئيسا للجنة القضايا العربية في الحزب، وعضوا في مجلس التوجيه الوطني لأكثر من دورة. 
دخل شريكاً في جريدة الدستور، قبل أن تتحول إلى شركة مساهمة عامة. شارك في المئات من المؤتمرات والملتقيات الإسلامية، وكتب وحاضر وحاور في مختلف القضايا التي تشغل المسلمين في شتى انحاء العالم، وعرف بمقدرته على التقريب بين الاتجاهات الفكرية والسياسية المختلفة. التقى التل كبار القادة السياسيين وابرز المفكرين في العالم، وتصدى للهجمات التي استهدفت الإسلام، وحظي باحترام كبير في الاوساط الفكرية، ووُصف بانه كان محوريا، تلتقي حوله كل اطياف العمل الوطني والإسلامي.

## أعماله
ألف عدة كتب من ابرزها: 
- التلوث الفكري

- الانبياء الكذبة
- الهزيمة اسباب ومبررات
- الزعامة المميزة
- لكنكم غثاء
- الشهود
- المخابرات الأمريكية
- تدبيرات السماء.

جُمعت مقالاته بعد وفاته في عدة كتب منها:
- امة على الطريق: رؤى فكرية،
- كتاب «حسن التل: الفكر السياسي والتجربة الاعلامية».